# Dyjákovičky
Dyjákovičky (in tedesco Klein Tajax) è un comune della Repubblica Ceca facente parte del distretto di Znojmo, in Moravia Meridionale.